# Rick Riordan
Rick Riordan (* 5. června 1964 San Antonio) je americký spisovatel, mj. autor známé knižní série Percy Jackson a Olympané. Také napsal detektivní sérii pro dospělé Tres Navarre a podílel se na editaci knihy Demigods and Monsters, což je kolekce esejí o knihách s Percym Jacksonem. Pomohl sestavit dějovou linii pro sérii The 39 Clues vydavatelství Scholastic Corporation, která bude obsahovat celkem 10 knih od různých spisovatelů, a napsal první knihu této série The Maze of Bones.

## Život a kariéra
Riordan se narodil v San Antoniu v Texasu. Vystudoval Texaskou univerzitu v Austinu a poté patnáct let učil na státních a soukromých školách v Kalifornii a San Antoniu.
Riordan je mnohonásobně oceněný autor knižní série Tres Navarre a jeho kniha The Maze of Bones se 28. září 2008 vyšplhala na první místo v seznamu bestsellerů newyorského deníku The New York Times. Knihy ze série Percy Jackson a Olympané vypovídají příběh o dvanáctiletém chlapci, který se dozví, že je synem starořeckého boha. 12. února 2010 měl premiéru film natočený podle prvního dílu série – Zloděj blesku.
Riordan žije se svou ženou a dvěma syny v San Antoniu. Právě pracuje na nových sériích Apollónův pád a Magnus Chase a bohové Ásgardu. Knižní série Apollónův pád je pokračování série Bohové Olympu. Magnus Chase a bohové Ásgardu je knižní série založena na severské mytologii.

### Knižní sérieTres Navarre
- Big Red Tequila – 2. června 1997
- Widower's Two-Step – 4. března 1998
- The Last King of Texas – 4. ledna 2000
- The Devil Went Down to Austin – 29. března 2001
- Southtown – 27. dubna 2004
- Mission Road – 28. června 2005
- Rebel Island – 28. srpna 2007

### Knižní sériePercy Jackson a Olympané
- Zloděj blesku – 11. září 2009 (The Lightning Thief – 28. června 2005)
- Moře nestvůr – 15. února 2010 (The Sea of Monsters – 3. května 2006)
- Prokletí titánů – 9. září 2010 (The Titan's Curse – 1. května 2007)
- Bitva o labyrint – 8. března 2011 (The Battle of the Labyrinth – 6. května 2008)
- Poslední z bohů – 2. září 2011 (The last Olympian – 5. května 2009)
- Pohár bohů – 12. října 2023 (The Chalice of the Gods – 26. září 2023)
- Hněv trojhlavé bohyně (Wrath of the Triple Goddess - 24. září 2024)

#### Doprovodné knihy
- Percy Jackson: Příručka pro polobohy (The Demigod Files) – 10. února 2009
- Demigods and Monsters – 10. února 2009
- The Ultimate Gift – 19. února 2010
- The Demigod Diaries – 14. srpna 2012
- Percy Jackson and the Singer of Apollo – 2013
- Percy Jackson's Greek Gods – 19. srpna 2014
- Percy Jackson's Greek Heroes – 18. srpna 2015
- Camp Half-Blood Confidential – 2. května 2017
- The Lightning Thief: Illustrated Edition – 14. srpna 2018

### Knižní sérieBohové Olympu
Volné pokračování Percyho Jacksona.
- Proroctví – 5. března 2012 (The Lost Hero – 12. října 2010)
- Neptunův syn – 17. září 2012 (The son of Neptune – 4. října 2011)
- Znamení Atény – 15. března 2013 (The mark of Athena – 2. října 2012)
- Hádův chrám – 14. března 2014 (The house of Hades – 8. října 2013)
- Krev polobohů – 23. března 2015 (Blood of Olympus – 7. října 2014)

#### Doprovodné knihy
- Demigods of Olympus – 14. července 2015

### Knižní sérieKronika Cartera Kanea
- Rudá pyramida – 9. března 2012 (The Red Pyramid – 4. května 2010)
- Hněv bohů – 17. září 2012 (The Throne of Fire – 3. května 2011)
- Rozhodující bitva – 15. března 2013 (The Serpent's Shadow – 1. května 2012)

#### Doprovodné knihy
- Survival Guide – 1. ledna 2012
- Brooklyn House Magician's Manual – 1. května 2018

### Knižní sérieThe 39 Clues
- The Maze of Bones – 9. září 2008
- Introduction to The 39 Clues: The Black Book of Buried Secrets – 2010
- Vespers Rising – 5. dubna 2011 (spoluautor)

### Knižní kolekceDemigods and Magicians
Kříží se zde série Percy Jackson a Olympané a Kronika Cartera Kanea.
- Sobkův syn (The Son of Sobek) – 16. června 2013
- Serapisova hůl (The Staff of Serapis) – 8. dubna 2014
- Ptolemaiova koruna (The Crown of Ptolemy) – 31. března 2015
- Souborné vydání Percy Jackson a egyptští mágové (Percy and Annabeth Meet the Kanes) – 2016

### Knižní sérieMagnus Chase a bohové Ásgardu
- Prastarý meč – 26. září 2016 (The Sword of Summer – 6. října 2015)
- Thorovo kladivo – 15. srpna 2017 (The Hammer of Thor – 4. října 2016)
- Loď mrtvých – 28. srpna 2018 (The Ship of the Dead – 3. října 2017)

#### Doprovodné knihy
- Hotel Valhalla: Guide to the Norse Worlds – 16. srpna 2016
- The Magnus Chase Coloring Book – 14. srpna 2018
- 9 from the Nine Worlds – 2. října 2018

### Knižní sérieApollónův pád
Navazuje na předešlé události v sérii Bohové Olympu.
- Utajené orákulum – 7. listopadu 2016 (The Hidden Oracle – 3. května 2016)
- Temné proroctví – 31. října 2017 (The Dark Prophecy – 2. května 2017)
- Zrádný labyrint – 30. října 2018 (The Burning Maze – 1. května 2018)
- Hrobka nemrtvých – 12. prosince 2020 (The Tyrant's tomb – 24. září 2019)
- Neronova pevnost – 18. března 2021 (The tower of Nero – 6. října 2020)

### Samostatné knihy
- Dcera hlubin – vyšlo 24. února 2022 (Daughter of the Deep – 5. října 2021)
- "Slunce a Hvězda" – vyšlo 14. února 2024